# Дімітріос Цибукідіс
Дімітріос Цибукідіс (грец. Δημήτρης Τσιμπουκίδης, 1921, Стамбул — ? березня 2006) — грецький історик, антикознавець, сходознавець.

## Біографія
Дімітріос Цибукідіс народився в Стамбулі 1921 року. До Греції із родиною переїхав під час греко-турецького обміну населенням. Навчався у школі Варвакіса в Афінах (заснована Іоаннісом Варвакісом 1860 року), потім у вечірній школі. В добу окупації Греції брав участь у Русі Опору та резерві ЕЛАС. Після підписання Варкізької угоди 1945 року входив до складу нелегальної організації, за що був кинутий до в'язниці. Звільнений через 12 років з огляду на незворотну шкоду, нанесену здоров'ю.
Після звільнення втік спочатку до Відня, а потім до Москви. За дорученням комуністичної партії працював два роки в Бухаресті, потім повернувся до Москви, де тепер займався вивченням історії та літератури. 1967 року здобув науковий ступінь кандидата наук в галузі історії в Інституті сходознавства РАН (Москва). З 1970 по 1976 роки — професор історії в тому ж інституті. 1977 року захистив докторську дисертацію на тему «Стародавня Греція і Схід» в Інституті сходознавства РАН. З 1977 по 1987 роки професор стародавньої історії. Брав участь у ряді міжнародних наукових конференцій, зокрема у Міжнародній конференції ЮНЕСКО «За соціальний і культурний розвиток Центральної Азії» (жовтень 1972 року), Двадцять дев'ятому Міжнародному конгресі сходознавців (Париж, липень 1973 року).
До кінця життя продовжував читати лекції, друкувати наукові статті, брав участь у міжнародних форумах під егідою ООН і ЮНЕСКО з метою вивчення культур Центральної Азії та Ірану, Індії, Пакистану, Афганістану та інших країн Сходу.

## Основні праці
В період роботи у Радянському Союзі написав дві книги у співпраці із Бободжаном Гафуровим. Його книги грецькою мовою перекладені на французьку, англійську та арабську мови.
Російськомовні видання
- Гафуров Б. Г., Цибукидис Д. И. Александр Македонский и Восток. — М., 1980. — ISBN 978-5-9533-1765-8
- Гафуров Б. Г., Цибукидис Д. И. Александр Македонский. Путь к империи. — Москва: Вече, 2007. — ISBN 5-9533-1765-4
- Цибукидис, Димитриос Иоаннис. Древняя Греция и Восток. Эллинистическая проблематика греческой историографии (1850–1974) / Отв.ред. А. С. Шофман. — М. : Наука, 1981. — 253с. — ISBN 5-86793-093-9

Грецькомовні видання
- Αλέξανδρος ο Μακεδών και η Ανατολή. Παπαδήμας, 2003. — ISBN 978-960-206-231-9
- Μακεδόνες πολέμαρχοι συμπολεμιστές του Αλέξανδρου. Καλέντης, 1996. — 431 с. — ISBN 9789602161432
- Αρχαία ελληνική ιστορική σκέψη. Εντός, 1999 — ISBN 978-960-8472-52-5
- Έξι μορφές Ρώσων και Σοβιετικών επιστημόνων. Εντός, 1999. — ISBN 978-960-8472-32-7
- Ανατομία της δουλοκτητικής κοινωνικής σκέψης. Ελληνικά Γράμματα, 1999. — ISBN 978-960-344-544-9